# Història del vi

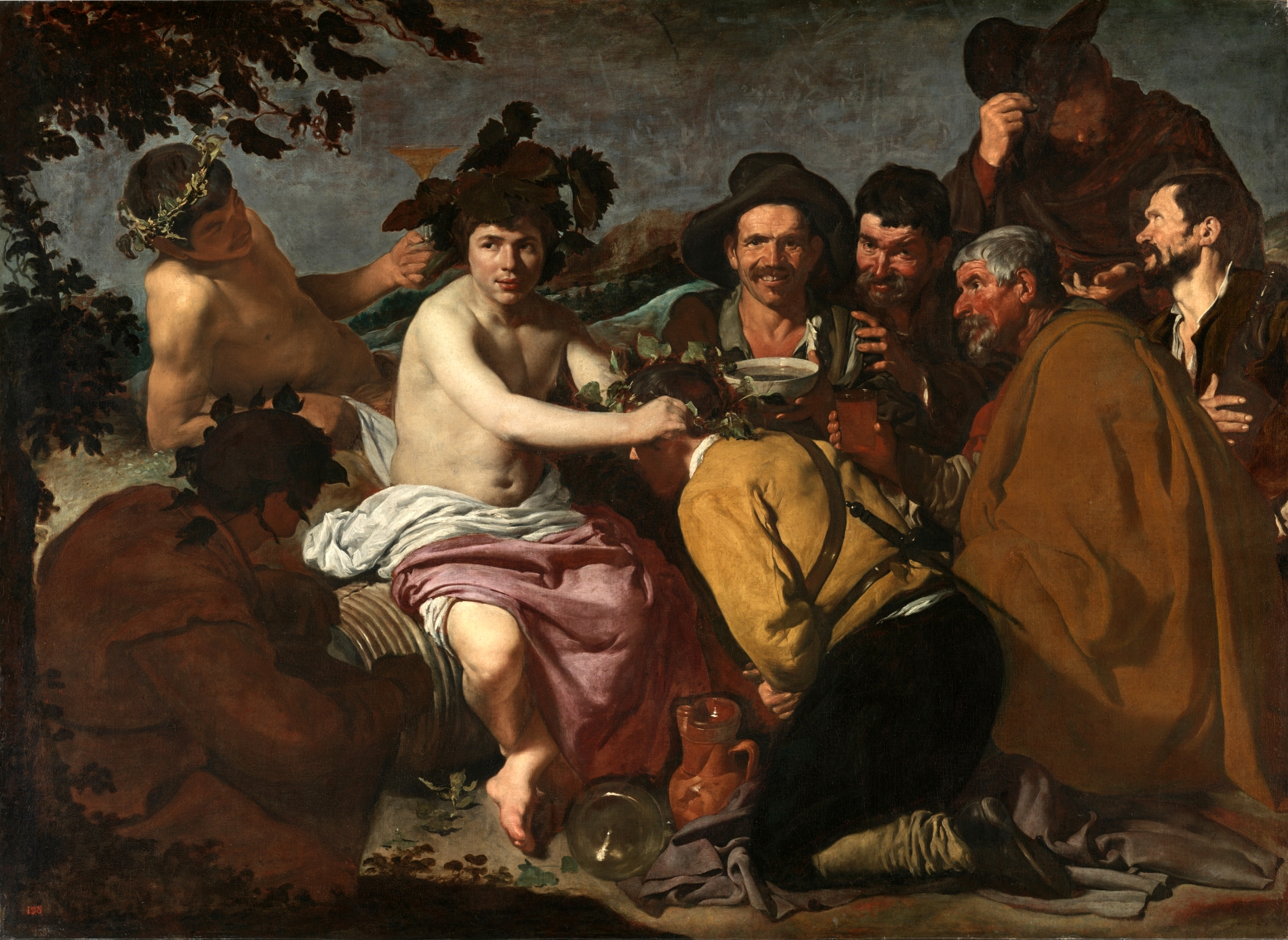
El déu "Bacus" (segons els romans) o "Dionís" (segons els grecs). Pintat per Diego Velázquez

La història del vi s'ha entrellaçat amb la història d'altres activitats humanes com l'agricultura, la gastronomia, les activitats lúdiques de les civilitzacions, així com de la humanitat mateixa. El vi és una beguda alcohòlica fermentada procedent del suc del raïm (Vitis vinifera) que conté alcohol etílic i que en quantitats moderades ens provoca l'expressió sincera de sentiments, mentre que en grans quantitats es tracta d'un narcòtic. La naturalesa humana ha estat, des dels seus començaments, assedegada de vi i això ha provocat que sigui una mercaderia de valor en diferents cultures. Hi ha proves arqueològiques en què s'indica que les produccions de vi més antigues provenen d'una extensa àrea que abasta Geòrgia i l'Iran (monts Zagros), i daten aquest començament en el període que va del 6000 al 5000 aC. Els primers cultius de vinya (Vitis vinifera) van tenir lloc a l'edat del bronze en llocs propers a l'Orient Pròxim, Sumèria i l'antic Egipte al voltant del tercer mil·lenni aC.
La vinya s'ha anat estenent gràcies a les seves característiques adaptatives des de l'espècie eurasiàtica Vitis vinifera L. subsp. sylvestris. Ha requerit pocs canvis genètics per adaptar-se al seu cultiu a les diferents zones; té baixos requeriments d'aigua i minerals, creix en terres on altres fruiters no creixerien i gràcies a la seva capacitat regenerativa permet una recol·lecció intensiva. Aquesta adaptabilitat fou una de les claus de la seva expansió al llarg d'Europa, així com en la majoria dels climes temperats de la terra. Un dels majors canvis que patí la vinya va ser quan, en l'antiguitat, es convertí per selecció artificial d'una varietat "salvatge" (de sexualitat dioica en la seva majoria) a una de "domesticada" (hermafrodita), i se'n desconeixen en l'actualitat les raons d'aquest canvi. Aviat es pogué comprovar que el vi era la suma d'un conjunt de factors ambientals: clima, latitud, altura, hores de llum, etc.
Moltes de les grans cultures de la Mediterrània així com de l'Orient Pròxim reclamen haver inventat el procés de vinificació atribuint-ne el descobriment a un heroi local o a una divinitat agrària. Però el cas és que el comerç i l'expansió d'algunes cultures i imperis ha fet que el vi i el seu cultiu s'anés estenent per diverses zones de la Terra, adoptant nous sabors i aromes. El vi (igual que altres aliments bàsics) apareix en la cultura carregat de simbolisme. Apareix en la Bíblia (Llibre del Gènesi) després del Diluvi universal replantat per Noè (que la tradició judeocristiana aclama com a inventor del vi), tot i que pot establir-se un paral·lelisme amb Noè en el personatge del Poema de Gilgamesh (narració d'origen sumeri) denominat Utnapishtim, que igualment planta vinyes després d'un diluvi. En les diverses cultures de la terra hi ha altres begudes fermentades semblants, com pot ser la hidromel i la sidra dels pobles del nord d'Europa, el koumiss de l'Àsia central; els mateixos romans van fermentar figues i dàtils per fer begudes alcohòliques. La capacitat adaptativa de la vinya a diferents climes i sòls, el seu alt rendiment, la fa l'única fruita que reté a dins quantitats d'un inusual àcid denominat tàrtric, que afavoreix l'acció dels llevats. Es pot dir que en l'actualitat el raïm és la fruita més recol·lectada a escala mundial, i el 70% se'n dedica a la producció de vi.

## Inicis

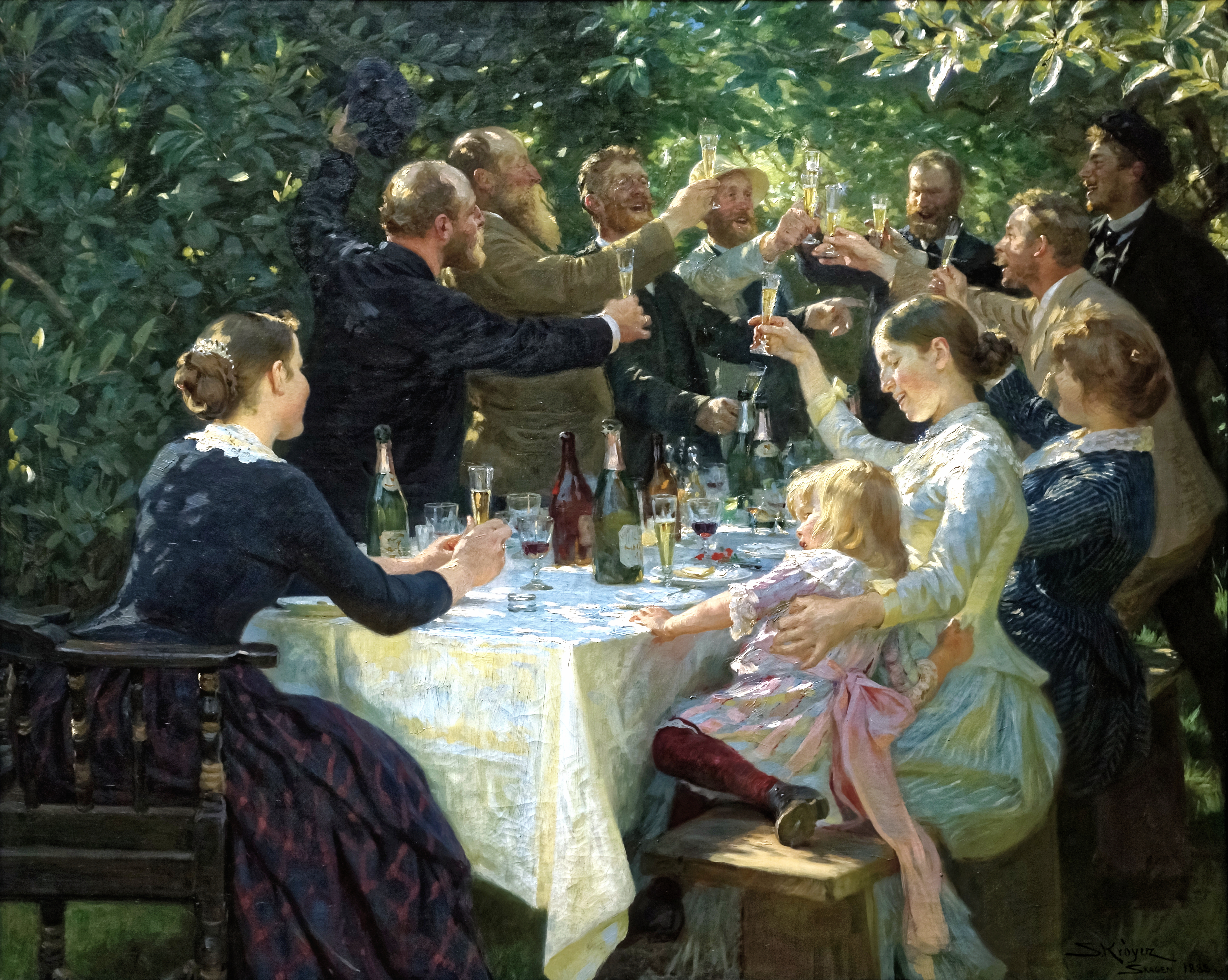
El vi ens provoca l'expressió sincera de sentiments, per aquesta raó no resulta estrany que estigui present en festes i celebracions

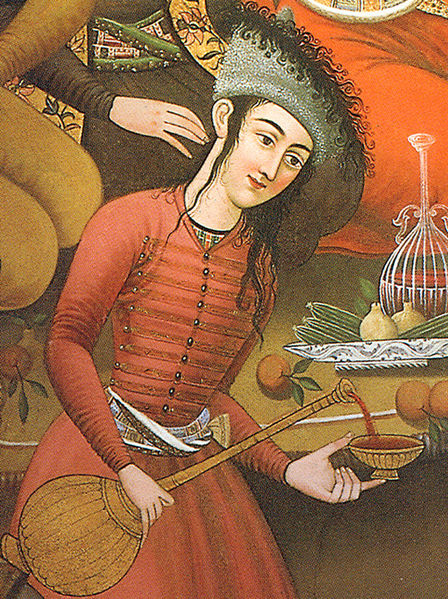
Dona persa abocant vi (mei en persa) en una copa. Es pot veure sobre la taula, a més, un préssec (símbol culinari de Pèrsia)

És una creença generalitzada que els començaments de l'elaboració del vi se situen en una extensa zona situada al sud del Caucas: entre Turquia, Armènia i l'Iran. El raïm primigeni era la vitis vinifera sylvestris i se n'han recollit nombroses proves arqueològiques als voltants de Turkmenistan, Uzbekistan i Tadjikistan datades en el que va des del Neolític fins a començaments de l'època de bronze. N'hi ha datacions anteriors a Ohalo II (prop del mar de Galilea) que assenyalen 20000 aC. Ja en el Miocè creixia el raïm a l'Europa Occidental. S'han trobat proves de fulles de previnífera que creixien en estat salvatge (vitis labrusca) a Montpeller, a Castiona (als afores de la ciutat de Parma). No obstant això, les proves arqueològiques assenyalen que als jaciments d'Hajji Firuz Tepe als monts Zagros (Iran) ja s'elaborava vi; per mor de la presència de restes analitzades químicament (mitjançant l'aparició de traces d'àcid tàrtric), s'ha pogut determinar igualment que s'aromatitzava amb resines de terebint (Pistacia terebinthus). El problema de datar els orígens del vi se centra a resoldre si les traces obtingudes de mostres arqueològiques corresponen al que es defineix per vi o no, si va ser fermentat de manera natural o artificial, etc., la presència de certs compostos com àcid tàrtric, o tartrats, és la forma més comuna de resoldre la qüestió. Malgrat això, existeixen altres mètodes alternatius vineopaleogràfics.
És molt possible que aquestes primeres fruites salvatges de previnífera anessin a poc a poc domesticant-se, i finalment se'n conrearen a mesura que l'ésser humà abandonava el nomadisme. La vinya necessita de tres a cinc anys per a començar a ser productiva, cosa que fa suposar més que el seu cultiu començà quan l'ésser humà es feu sedentari. L'ús d'aquest raïm primigeni com a fruita, potser donà lloc a una beguda ensucrada procedent del suc, obtinguda directament per aixafament: el most. Aquesta forma d'extreure el suc no es distingeix d'altres fruites com poden ser les cireres, les mores, etc., només que el raïm proporciona una gran quantitat de suc en comparació amb altres fruites. Un bol abandonat o un recipient tancat pogué haver fermentat i donar un vi alcohòlic que produïa eufòria en aquells que el bevien. Aquesta "fermentació primigènia" (deguda a les mateixes Saccharomycetes que hi ha a la pell del raïm), es produeix espontàniament després de picar el raïm i el seu posterior repòs en un recipient tancat; la reacció de fermentació dura entre cinc dies i cinc setmanes com a màxim (depenent d'una sèrie de factors). Altres teories rebutgen la hipòtesi del recipient pel fet que la terrisseria no apareix fins al Paleolític superior i esmenten la possibilitat de descobrir l'alcohol en el vi mitjançant la ingesta de raïms atacats per un fong gris denominat Botrytis cinerea (podridura noble o Oidium tuckeri).
Durant l'època del bronze, el vi (així com el cultiu del raïm) s'anà expandint en diverses direccions des d'Europa Occidental a l'Índia i Pèrsia gràcies a l'establiment de rutes comercials que arribaven a la Xina. Ja des dels començaments el vi degué ser una de les mercaderies de la humanitat i això n'afavorí l'expansió per Àsia. Algunes de les primeres varietats de raïm migraren a la Xina en el que es denominà "raïms de muntanya" com és la Vitis thunbergii. L'expansió del vi va fer que el viking Leif Eriksson fes una crònica de plantacions de vinya a Amèrica del Nord el 1000 dC en el que coneixem avui com Massachusetts. En l'expansió del vi a Àsia, es tenen referències escrites pel general Zhang Qian, que esmenta com en la dinastia Han es feien cultius de vinya en la zona que correspon a la moderna Xinjiang, i descriu a més com n'era de popular la beguda entre els seus habitants. És molt possible que la Ruta de la seda fes de via de transmissió de la viticultura i que fes que el vi es conegués amb posterioritat a la part occidental de l'Eufrates.
No se sap la raó per la qual la Vitis vinifera es va propagar per Euràsia en detriment, alguns cops, de varietats locals. N'és un exemple a la Xina, on aviat va disminuir el cultiu de la Vitis amurensis, substituïda per la popularitat del raïm eurasiàtic (Vitis vinfera).
D'altra banda, hi ha proves que en la península Ibèrica hi havia vinyers al tercer mil·lenni aC just abans que els fenicis entressin en la península i hi establissin colònies. No obstant això, la colonització procedent de l'est d'Europa segueix sent-ne una de les teories més acceptades per la comunitat científica.

## Antic Egipte

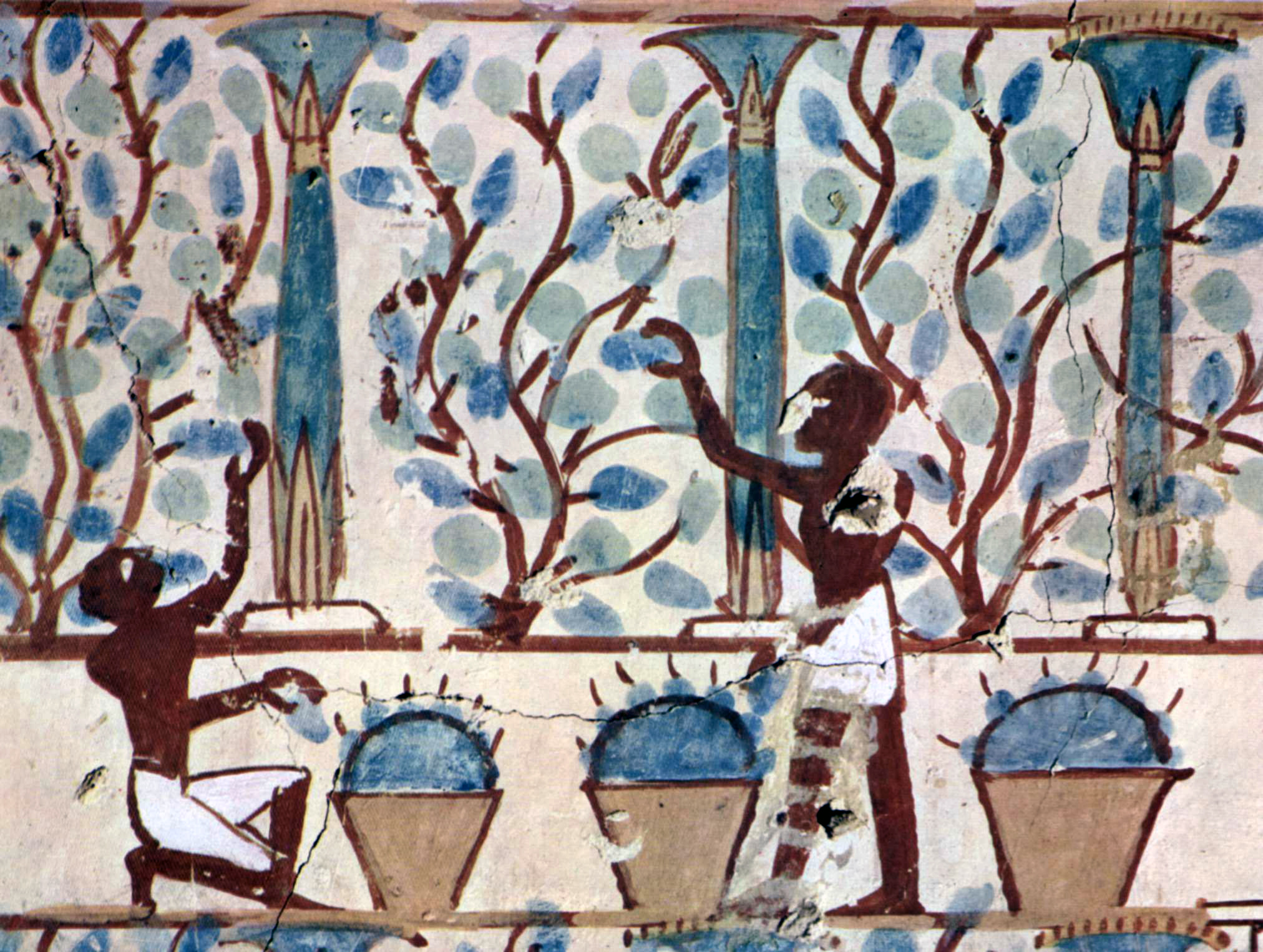
Il·lustracions d'egipcis veremant a la tomba de Nebamun

La primera evidència arqueològica del picat de raïms amb intenció d'extreure'n vi es pot observar a les representacions del regnat d'Udimu (3000 aC). A l'antic Egipte la cervesa era més popular que el vi. Amb les varietats semisalvatges de raïm vermelles es produïren els primers vins negres, però els egipcis van tenir la possibilitat de fer-ne créixer una versió mutada que permetia elaborar vins blancs. Fermentaven el most en grans atuells de fang oberts per la part superior; després d'omplir-los els segellaven amb una tapadora del mateix material. Un dels primers vins dels egipcis que s'emprava en cerimònies religioses es denominava shedeh i se sap que havia dues formes d'obtenir-lo: del suc de magranes o de raïms. Els egipcis que vivien prop del delta celabraven cada any, a la lluna nova, el dia d'«ella torna». Heròdot esmenta que es bevia més vi en aquest dia que en la resta de l'any. Un altre festival semblant se celebrava en lluna plena.
El vi era considerat un luxe que estava reservat als sacerdots i nobles, no obstant això, als períodes festius en bevien fins i tot els egipcis de les classes més baixes. Era costum cuinar el vi després de la fermentació amb l'objecte d'evitar-ne el deteriorament. Els egipcis atribuïen la invenció del vi al déu Osiris, pare d'Horus i déu de l'agricultura. El vi es guardava en àmfores recobertes a l'interior amb brea i se segellaven en fang, de tal forma que el vi es conservava durant anys en aquests recipients. Aquestes àmfores formaven part dels aliments funeraris que es posaven a les mastabes i piràmides. S'han trobat àmfores amb vi a les tombes de Semerjet, faraó de la primera dinastia, així com a la tomba de Tutankamon. Les més antigues en procedeixen de les tombes d'Abidos, atribuïdes a Horus Escorpí II o Narmer (3100 aC), en les quals s'ha detectat la primera evidència de l'ús del llevat S. cerevisiae com a llevat del vi). Algunes d'aquestes àmfores han perdurat intactes fins als nostres dies, i el seu contingut tenia dos-cents anys d'antiguitat quan es van dipositar com a ofrenes funeràries, cosa que indica que els egipcis ja consideraven els vins anyencs com de bona qualitat. Es coneixen aquestes dades amb precisió pel fet que els terrissers gravaven als recipients marques que indicaven amb detall qui n'era l'encarregat del cultiu, així com la data d'elaboració. El vi també era emprat durant el procés d'embalsamament per a netejar els cadàvers, abans i després de les evisceracions. Al delta del Nil, probablement al braç canòpic, hi havia grans vinyers d'on s'obtenien els millors vins. Els rètols que indicaven els vins s'escrivien en tinta sobre els gerros, determinant-hi la collita, l'any, el nom de qui el collia i la qualitat del most.

## Grècia clàssica

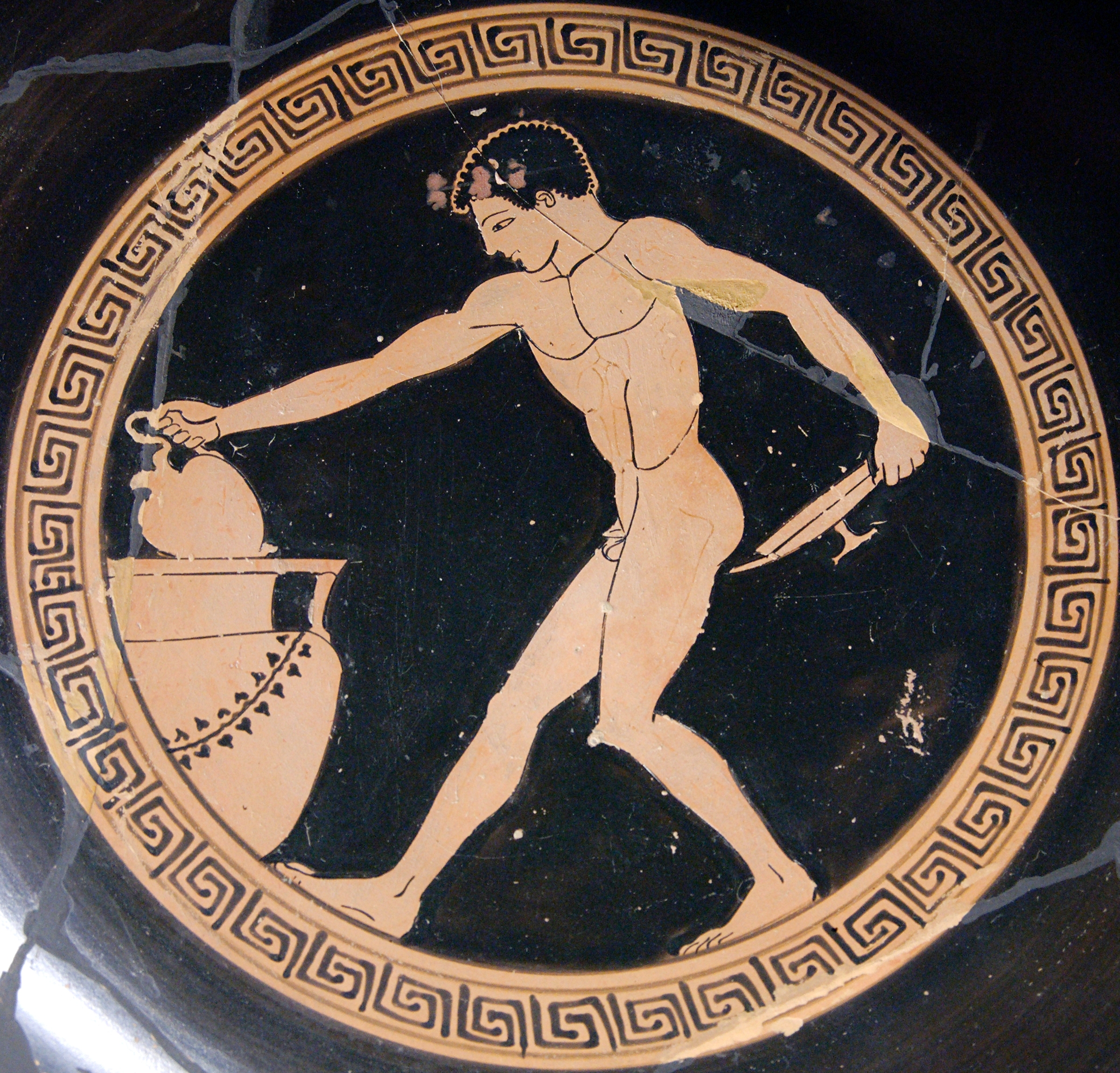
Un viticultor cuidant del vi en un simposi grec (lit. 'festa de la beguda')

El vi va arribar a Grècia per l'illa de Creta, molt probablement procedent d'Egipte i Fenícia. Des d'aquest primer emplaçament el vi es va conrear al llarg de Sicília, sud d'Itàlia i Líbia. Es pot dir que des dels anys 700 aC el vi ja era una beguda estàndard a Grècia: se solia beure aiguat. Va ser a l'antiga Grècia on l'adoració pel vi arribà a popularitzar-se, assignant-li un patró entre els déus: Dionís. Algunes de les escenes de la mitologia grega mostren, per exemple, com Dionís es transforma en un penjoll de raïms per seduir a Erigone. El vi era emprat en les libacions per als déus, així com en ritus funeraris i festes comunals. Van ser els grecs qui van expandir el cultiu de la vinya a la zona mediterrània. Hi ha la possibilitat que arribés a les costes ibèriques gràcies als fenicis. Una de les proves trobades als assentaments de La Joya (Huelva) mostren com un difunt s'enterra amb copes i àmfores. Un altre dels jaciments que donen mostra de la importància del vi a la península durant aquesta època és Cancho Roano, i l'Alt de Benimaquia (Dénia).
El costum d'aigualir el vi, és a dir, diluir amb aigua el contingut després de la fermentació, començà a realitzar-se amb els grecs. Només s'emprava pur en celebracions religioses o rituals. Es poden veure exemples d'aquesta pràctica en la mitologia grega: Amficcíon ensenyava a la població a barrejar l'aigua amb el vi. Cal entendre aquesta pràctica d'aigualit per la idea que els vins grecs eren molt densos. Els rituals d'intoxicació amb vi en els simpòsiums (Συμπόσιον) es denominaven enthousiasmos, que ve a significar 'divina possessió'; se servia vi als assistents que bevien d'una gran copa denominada psycter que es passava d'uns als altres. Els simpòsiums es dividien en dues etapes clarament diferenciades, la primera n'era de satisfacció gastronòmica i hi servien menges de tota classe. En la segona etapa, més perllongada, els participants es reclinaven i es feien servir cervesa i vi, sovint prenien uns aperitius salats denominats tragemata, generalment composts de mongetes, fruita seca, pastissos dolços, etc. A l'antiga Grècia els amfitrions (denominats symposiarch) podien convocar una festa a la seva casa, que denominaven àgape (literalment: amor fraternal): el symposiarch (amfitrió) era l'encarregat de barrejar les proporcions d'aigua i vi per als convidats en un recipient còncau denominat crater (el vi dens abans de barrejar-se es denominava acratos); de vegades es delegava aquesta funció als més vells, o als que millor coneixien els components de grup. Alguns dels costums culinaris i de reunió festiva es troben en la literatura de l'època com és el cas d'El banquet de Plató. Els grecs van heretar dels egipcis el coneixement sobre transport i també sobre la conservació del vi en àmfores; en feien el segellat amb resina de pi (cosa que dona nom a un vell vi begut avui a Grècia denominat retsina, que té aromes de trementina); el vi per a l'ús diari es guardava en pells de cabra amb forma d'ampolla (similar als bots de vi). El vi era reservat per a ocasions especials, tan sols les classes acomodades l'incloïen en la dieta diàriament. Era molt comú beure un vi en què es coïen grans d'ordi i herbes aromàtiques diverses (de vegades s'hi barrejava cervesa): a tal barreja la denominaven ptisane (origen de la paraula tisana).
Els additius eren molt comuns en els vins grecs; després de la fermentació s'afegia, per exemple, guix amb la intenció de clarificar-los (com era el cas dels vins de les illes de Zacynthus i Lèucada), o aigua marina (com en els vins de  Rodes i Cos). Amb la intenció de millorar el resultat final es barrejaven vins com a Icària; els vins de Quios se'n barrejaven amb els de Lesbos i Èritres. Els moscatells de Naxos i Tasos s'afegien als vins forts de sabor procedents de Corint (que segons les llegendes era un vi que feia confessar als criminals si havia begut en abundància). Del vi de Mende es deia que fins als mateixos déus es pixaven de plaer a les catifes en beure'l. Alguns dels vins que s'esmenten amb detall en la terrisseria de l'època són desconeguts i no fan referència fiable a cap lloc geogràfic (vi vibline i vi pramnià). Un dels vins que es va fer popular posteriorment a Roma fou el karoinon (oinos → vi en grec i kariunon → amb forma de nou): havia de ser un vi que es transportava en bótes en forma de nou.
En algunes ocasions es portaven vins de llocs llunyans com a símbol d'exotisme, d'aquesta manera es bevien vins dels boscos del Líban, de Palestina i de la Magna Grècia. Alguns vins populars de l'època segueixen elaborant-se avui dia: un dels més esmentats és el que bevia el lluitador Miló de Crotona: 10 litres diaris d'un vi calabrès denominat Ciro.

## Imperi romà

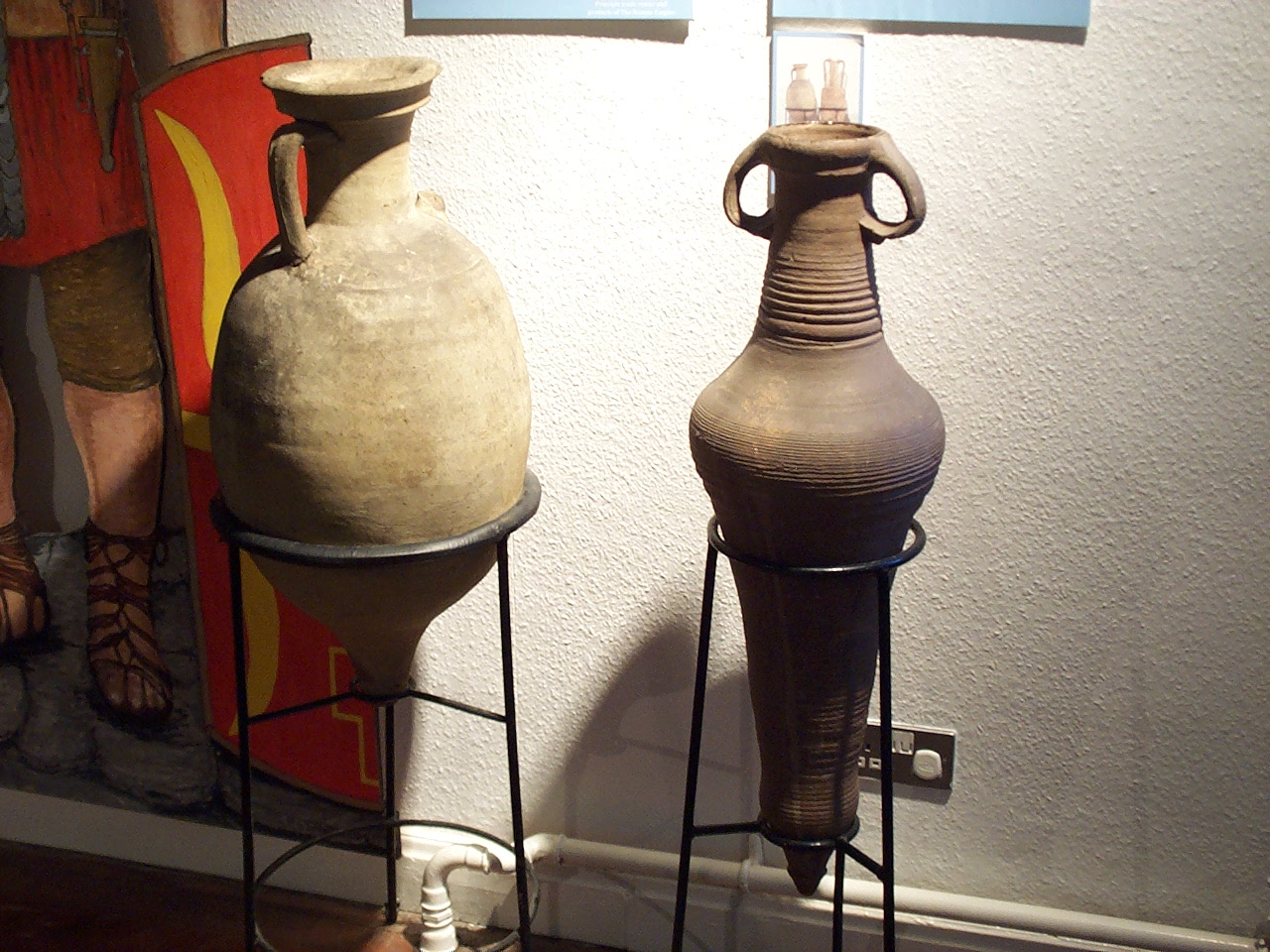
Una àmfora romana a l'esquerra i un gerro de vi a la dreta (Museu Bedford)

El vi va entrar a la península d'Itàlia el 200 aC i aviat va ser molt popular, ja que el sud de la península el van denominar Oenotria ('terra de raïm'), amb això s'indicava com d'adequat en resultava el cultiu. Els romans van tenir com a aportació a la tecnologia del vi haver començat amb la tècnica de l'empelt en els ceps de les vinyes. Alguns dels escriptors i historiadors de l'època com Plini el Vell en el seu Naturalis Historiæ dedica el llibre XIV al món del vi i en comença a descriure una gran quantitat de varietats. L'efecte de divulgació del vi que va fer l'Imperi Romà fou molt extens a Europa, ja que va plantar vinyes en tots els territoris ocupats, i arribà a tenir vinyers fins i tot per sobre dels 55° de latitud, a Normandia, Flandes, nord d'Alemanya i als països bàltics. El vi anà substituint altres begudes alcohòliques fermentades com l'hidromel (hydromeli) o l'aqua mulsa. Els romans no eren gaire aficionats a la cervesa, encara que l'edicte de Dioclecià editum de pretiis maximis (edicte de preus màxims) esmenta la zythum (originària d'Egipte) i la cerevisia.
Els romans van continuar amb la tradició egípcia d'emmagatzemar i transportar vi en àmfores segellades; no obstant això van començar igualment a emprar botes de fusta (un invent procedent del nord d'Europa), que posteriorment durant molts segles arribà a ser un recipient estàndard per a emmagatzemar i transportar vi. El primer testimoniatge sobre la utilització del tonell data de l'any 51 aC, als comentaris de Juli Cèsar sobre la Guerra de les Gàl·lies”. Tenien l'avantatge de ser més lleugeres i menys fràgils, però no eren capaces de mantenir un vi de qualitat durant anys. Cada any feien la verema i hi participaven els esclaus que es dedicaven a trepitjar els penjolls; mentre realitzaven aquesta operació pesava sobre ells la prohibició de menjar i beure. El primer most obtingut es reservava i es barrejava amb mel per realitzar el mulsum, beguda que se servia al començament dels banquets. La resta se'n deixava fermentar en grans tenalles de fang denominades dolia. El dolium era una gran tenalla enterrada fins al coll al sòl per a poder facilitar-ne el control de la temperatura. Després de fermentat, el vi era tractat pel vinater, que li proporcionava aromes. Els romans preferien el vi blanc (en realitat d'un color ambre), raó per la qual els vins negres es blanquejaven, se'ls afegien productes per clarificar el vi després de la fermentació: cua de peix, pols de marbre, clara d'ou, gelatina i en algunes ocasions fins sang de porc. Les àmfores es deixaven envellir, no en cellers com es fa en l'actualitat, sinó en habitacions altes de la casa (denominades apotheca), generalment prop de les sortides de la xemeneia, cosa que donava al vi una aroma de fumat que agradava molt. De vegades es realitzaven maceracions amb herbes aromàtiques, semblants al procediment d'obtenció del vermut. Algun d'aquests vins aromatitzats (vinum conditum) són el nectaulis (que contenia ènula), el murtidanum (saboritzat amb murta), el vinum absinthiatum, aromatitzat amb donzell (Artemisia absinthium)... El gust dels romans feia que alguns dels vins, després de la fermentació, es posessin a madurar en àmfores entre 15 i 25 anys. Era coneguda entre els legionaris una beguda barrejada d'aigua i vinagre denominada posca.
L'ús d'ampolles de vidre no va començar fins al segle i, la indústria vidre romà era una mica primitiva i els recipients eren irregulars, en alguna ocasió s'empraven ampolles i les boques se'n tancaven amb guix o escaiola. Els patricis bevien en copes de cristall com indicatiu de luxe, la cristalleria era per aquella època indicatiu de riquesa i poder. La fragilitat del vidre el feia poc útil per a la majoria dels romans, és per aquesta raó que la majoria de vegades el vi es transportava en càntirs, gots de fusta o metall. Malgrat tot, amb l'ús de l'ampolla va venir l'ús del tap de suro que s'emprava juntament amb el guix. Els autors antics com Cató o Plini recomanen emmagatzemar les àmfores directament al sòl, uns altres com Columel·la prop de les xemeneies perquè n'adquireixi un sabor fumat.
A causa de la densitat dels vins romans, aquests s'aigualien igual que anteriorment feien els grecs, en una proporció de dues terceres parts d'aigua i una de vi. Per regla general la barreja (Menstruum) la preparava una persona denominada cellarius i ho feia amb un recipient denominat autepsa (una espècie de samovar), de vegades el cellarius hi afegia llavors de fonoll per donar un caràcter final al vi servit. Era molt habitual coure el vi per obtenir-ne tres varietats: el sapa, que es reduïa a dos terços del seu volum, el defrutum, que es reduïa a la meitat, i el carenum, reduït a un terç.
S'acceptava la importació d'altres vins, com el grec (Virgili deia que n'hi havia tantes varietats com grans de sorra a la mar), l'egipci, el provinent d'Hispania, i la seva comercialització donava lloc a negocis molt productius. Els vins grecs que apareixien als banquets de Roma eren: Coos, Somenon, Leucochro i Tethla entre d'altres. Les classes baixes prenien un vi negre, denominat deuteri, grollerament elaborat, que es feia agre al cap de poc. Una mostra de la importació se'n pot veure en la troballa d'àmfores al nord del mur d'Adrià, que contenien vi procedent d'Hispania i que en les inscripcions esmenten el vinater Lucius Quintus Secundus. Entre els vins més apreciats es trobava el falern, que es feia envellir fins a vint-i-cinc anys (en dues varietats, sec i dolç) i l’albanum, que arribava als quinze anys de maduració; el vi de Sorrento, que era de color verd, el de Priverno, el de Fornio, el de Trifoli, el Setia, que era molt sol·licitat; i l'Herburus, que es tornava blanc passats uns anys de maduració. Se sap per les descripcions que fa Apici (en la seva obra De re coquinaria dedica un apartat als vins) que el vi s'emprava com a ingredient en l'elaboració de plats romans; un dels vins especiats del qual ens ha arribat la recepta és el Conditum paradoxum. Era molt conegut entre els legionaris romans un vi avinagrat denominat posca, que s'amania amb mel.
Durant l'època de Cató el Vell, tan auster com els espartans, famós per beure tan sols aigua, el nom grec de Dionís es va traduir a Bacus. Va ser en aquest període en què es va prohibir beure vi a les dones, sota pena de mort. Era una beguda típica de dones una decocció de panses denominada passum, que se solia servir amb algunes postres. Les raons socials per què es prohibí en aquella època beure vi a les dones és desconegut en l'actualitat i és objecte de debats. Els romans van introduir el costum de fer un bes a la boca a la dona en arribar a casa amb la intenció de detectar si havia begut o no. Cató descriu en De Agri Cultura (Sobre l'agricultura) les racions permeses de vi als llauradors.
El cultiu de la vinya així com l'elaboració del vi arribà a Gàl·lia per Marsella; els gals conservaven el vi en botes de fusta (influenciats pels pobles del nord, que les empraven per a conservar la cervesa). No solien barrejar vi amb aigua i el vi pur el denominaven merum. De vegades li donaven cert sabor amarg amb suc d'àloe vera.

### Caiguda de l'imperi
Durant la progressiva caiguda de l'Imperi romà diversos pobles germànics van anar ocupant i expandint-se pels territoris europeus cap al sud. Àtila devastà gran part de poblats romans, fins a la seva mort, l'any 453. No obstant això, alguns dels invasors eren cristians i eren amants de la viticultura. Alguns d'ells, com els visigots, van heretar el costum romà del cultiu del vi, empraven el dolç mulsum en l'obertura dels banquets. Denominaven roseum el vi negre i amineum el blanc. El denominat Codex Euricianus promulga lleis a favor de la protecció del conreu de les vinyes, estipulant que si se n'arrencava un cep calia restituir-lo per dos. Al segle VII es van imposar als ciutadans de la península Ibèrica regles alimentàries denominades Regula Isidori, en què s'establia quants cereals i vi havia de prendre una persona en un dia per poder realitzar activitats agrícoles. Al vi cuit el denominaven defructum, igual que els romans, i si després de la cocció perdia per reducció una tercera part del volum se'l denominava carenum i sapa si en perdia les dues terceres parts. Els vinyers passen a propietat dels reis i dels convents i monestirs. Els monjos solen tenir extenses terres, a més de paciència i abundant mà d'obra barata, la qual cosa fa que el cultiu en sigui un èxit. La producció de vi d'aquella època recau principalment en els monjos europeus fins al final de l'alta edat mitjana.